# Краснокамськ
Краснокамськ (рос. Краснокамск) — місто в Пермському краї, Росії. Адміністративний центр Краснокамського міського округу, має статус міського поселення.

## Географія
Місто розташоване на правому березі річки Кама за 34 км на захід від Пермі (за 47 км нижче по річці, по автодорозі відстань 35 км). Краснокамськ є містом-супутником Пермі, входить до складу Пермської агломерації.
У місті протікають річки Кама, Мала Ласьва з притокою Городище, Пальта, Ласьва.

## Історія
Заснування міста пов'язане з початком будівництва Камського целюлозно-паперового комбінату. У 1929 році була обрана майданчик для будівництва комбінату та робочого селища між селами Стрілка і Конец-Бор, в 1930 році відбулася закладка комбінату (цей рік вважається і датою заснування міста). Селище спочатку називалося Бумстрой, а в 1933 році йому присвоєно ім'я Краснокамськ  і статус селища міського типу[недоступне посилання з вересень 2021].
У 1934 році на території комбінату при бурінні на воду Іваном Михайловичем Пічугіним була знайдена нафту. У 1936 році почався видобуток нафти на території міста.
За масштабами виробництва Камський ЦБК, що дав першу продукцію в 1936 році, був найбільшим в Європі. Спорудження комбінату сприяло виникненню Закамської ТЕЦ, паперової та друкованої фабрики «Гознак», сульфітно-спиртового заводу.
У 1938 році Краснокамськ отримав статус міста.
У серпні 1941 року, в зв'язку з початком Німецько-радянської війни, основна частина обладнання Ленінградського монетного двору була евакуйована в Краснокамськ і розташована в приміщеннях паперової фабрики «Гознак». У зв'язку з блокадою Ленінграда і вступом багатьох робітників та службовців Ленінградського монетного двору в загони народного ополчення, на створюваний Краснокамск монетний двір було відряджено всього близько сорока кваліфікованих працівників, які в жовтні 1941 року запустили його в експлуатацію (випускалися ордени та медалі СРСР). Краснокамський монетний двір по своїй виробничій потужності не задовольняв збільшену потребу в орденах та медалях, а можливостей для його розширення не було, тому Рада Народних Комісарів СРСР доручила Наркомфіну СРСР створити Московський монетний двір, з яким були виділені виробничі приміщення на території Московської друкованої фабрики «Гознак».
На базі евакуйованого з Підмосков'я підприємства в 1942 році був створений завод металевих сіток. У 1943 році на базі іншого евакуйованого підприємства (Бердянський крекінг-завод) був побудований нафтопереробний завод. Пізніше були побудовані підприємства легкої та харчової промисловості.

## Населення
Населення — 51 815 осіб (2021 рік).
Національний склад
96 % — росіяни, татари — 2 %, башкири — 1 %, українці — 1 %.

## Економіка
Найбільшим підприємством є целюлозно-паперовий комбінат, що випускає писальний і друкарський папір і є єдиним в РФ виробником легкокрейдяного паперу. Фабрика «Гознак» — провідне в Росії підприємство, що спеціалізується на розробці та випуску цінних, документальних, друкованих, писемних та креслярських видів паперу. На потреби промисловості всієї країни працює завод металевих сіток, що виробляє також сітку з синтетичних волокон.
Інша група підприємств пов'язана з нафтою, видобуток якої ведеться нафтогазодобувним управлінням «Краснокамскнефть» на прилеглій до міста території. Нафтопромислове і нафтопереробне обладнання виготовляється на машинобудівних заводах «Спецнафтохіммаш», «Нафтогормаш», ТОВ СПК «Нафтохімсевіс», ТОВ «Краснокамський машинобудівний завод» — Група підприємств «ЗУМК». Різноманітна продукція заводу побутової хімії. Потреби будівництва забезпечують заводи ЗБК і ЗБВ.
Краснокамський ремонтно-механічний завод — виготовлення металоконструкцій.
Легка та харчова промисловість представлена в місті декількома підприємствами: швейна фабрика, побутовий комбінат, фабрика дитячої іграшки, м'ясокомбінат, комбікормовий завод.